# Cal Martí (Castellcir)
Cal Martí és una casa antiga al número 34 del carrer de l'Amargura, nucli primigeni del poble de Castellcir, en el terme municipal del mateix nom, a la comarca del Moianès.